# Hermann Winterhalter
Pour les articles homonymes, voir Winterhalter.
Hermann Winterhalter, né le 23 septembre 1808 à Menzenschwand (grand-duché de Bade) et mort le 24 février 1891 à Karlsruhe, est un peintre badois, frère cadet de Franz Xaver Winterhalter (1805–1873). Il a réalisé l'essentiel de son œuvre en Allemagne et à Paris.

## Biographie
Hermann Fidel Winterhalter est né dans le village de Menzenschwand (St. Blasien), dans la Forêt-Noire. Son père, Fidel Winterhalter, l'incite à suivre la même carrière artistique que son aîné, Franz Xaver. Hermann fait ses débuts dans la lithographie puis va étudier la peinture à Munich et à Rome. Enfin, il s'installe à Paris avec son frère, dont il partage l'atelier, et où il fait office, lui aussi, de portraitiste mondain. Il expose ses toiles au Salon de Paris en 1838-1841, 1847 et 1869.

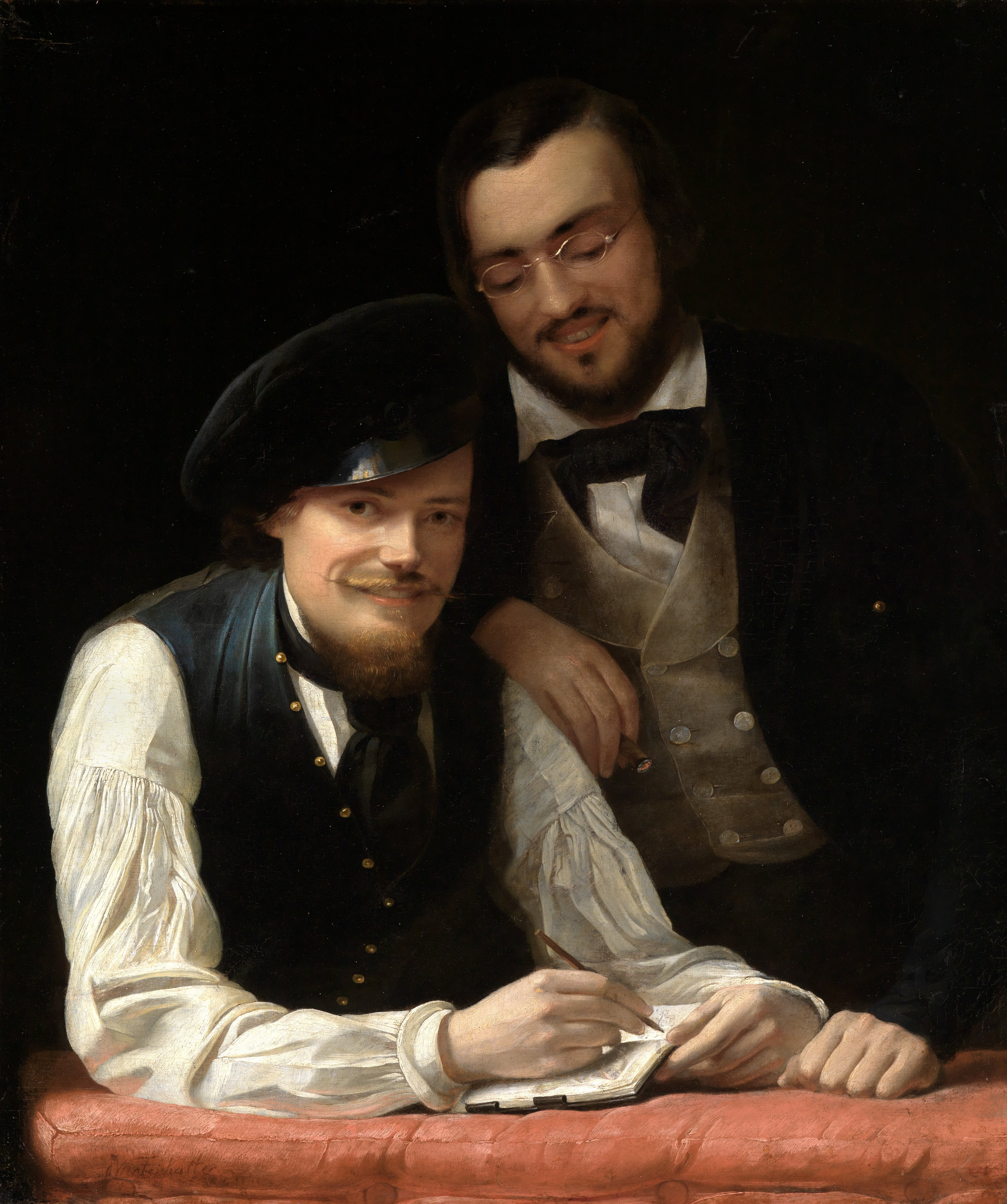
Franz Xaver Winterhalter, Autoportrait avec son frère, 1840. Franz Xaver est à gauche, et Hermann à droite.

Après la chute du Second Empire, les deux frères se retirent en Allemagne, où Hermann meurt en 1891, près de vingt ans après son frère.
La vie des deux frères Winterhalter est peu documentée. En outre, le style du cadet est proche de celui de l'aîné, plus illustre. Bruno Foucart note à propos de Franz Xaver qu'« on ne sait pratiquement rien de cet Allemand que toutes les cours d'Europe sollicitèrent. C'est à peine si on le distingue de son frère Hermann qui le suivit comme son ombre et collabora directement à sa production. »

## Œuvre
Un portrait réalisé par Hermann Winterhalter, celui de son mécène Nicolas-Louis Planat de La Faye (1784-1864), se trouve au musée du Louvre. 
La reine Victoria lui a commandé une allégorie intitulée L'Innocence (1845) pour l'offrir en cadeau d'anniversaire à son mari le prince Albert, tableau qui appartient toujours à la collection de la famille royale britannique.

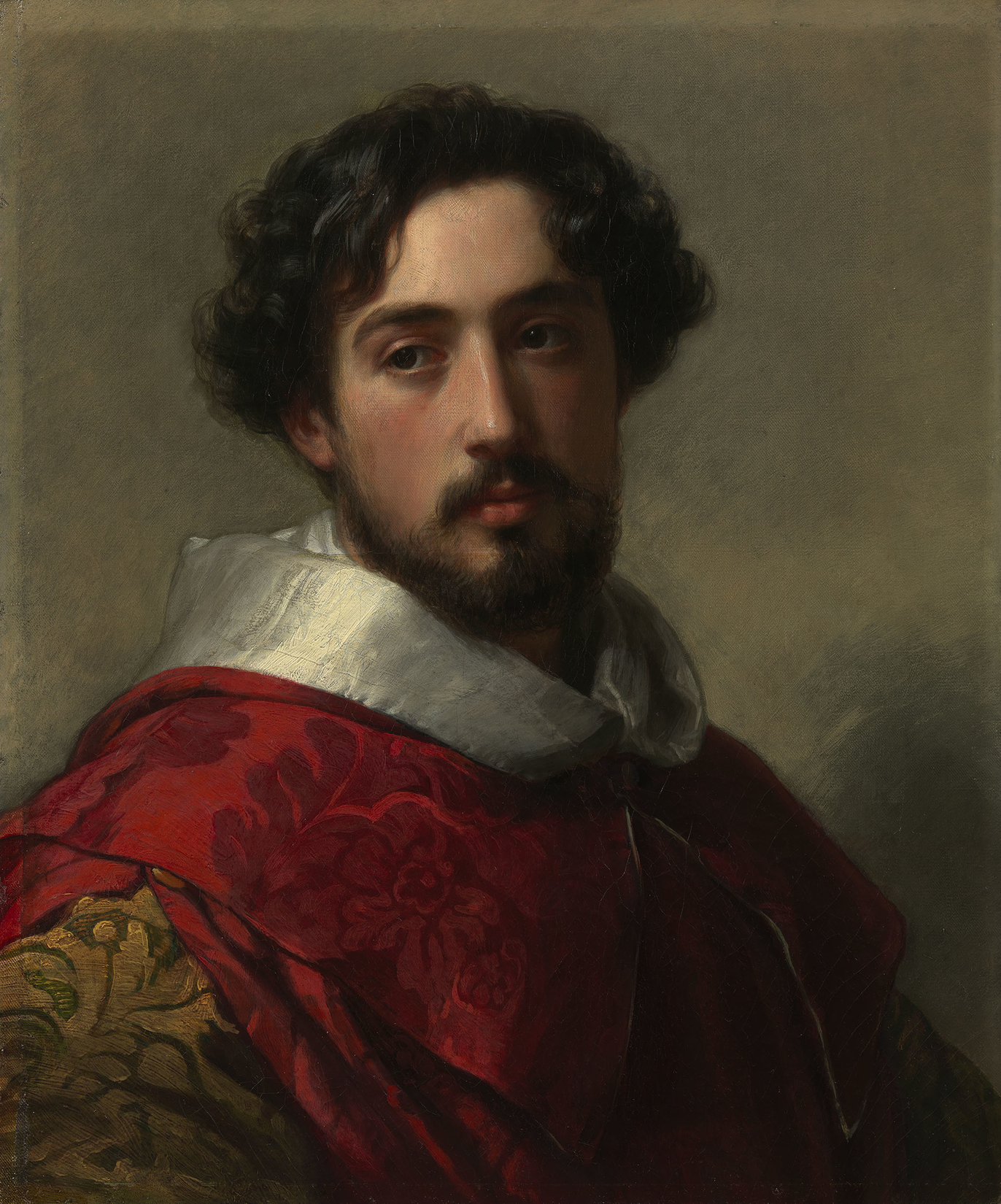
Portrait de M. Jaubert
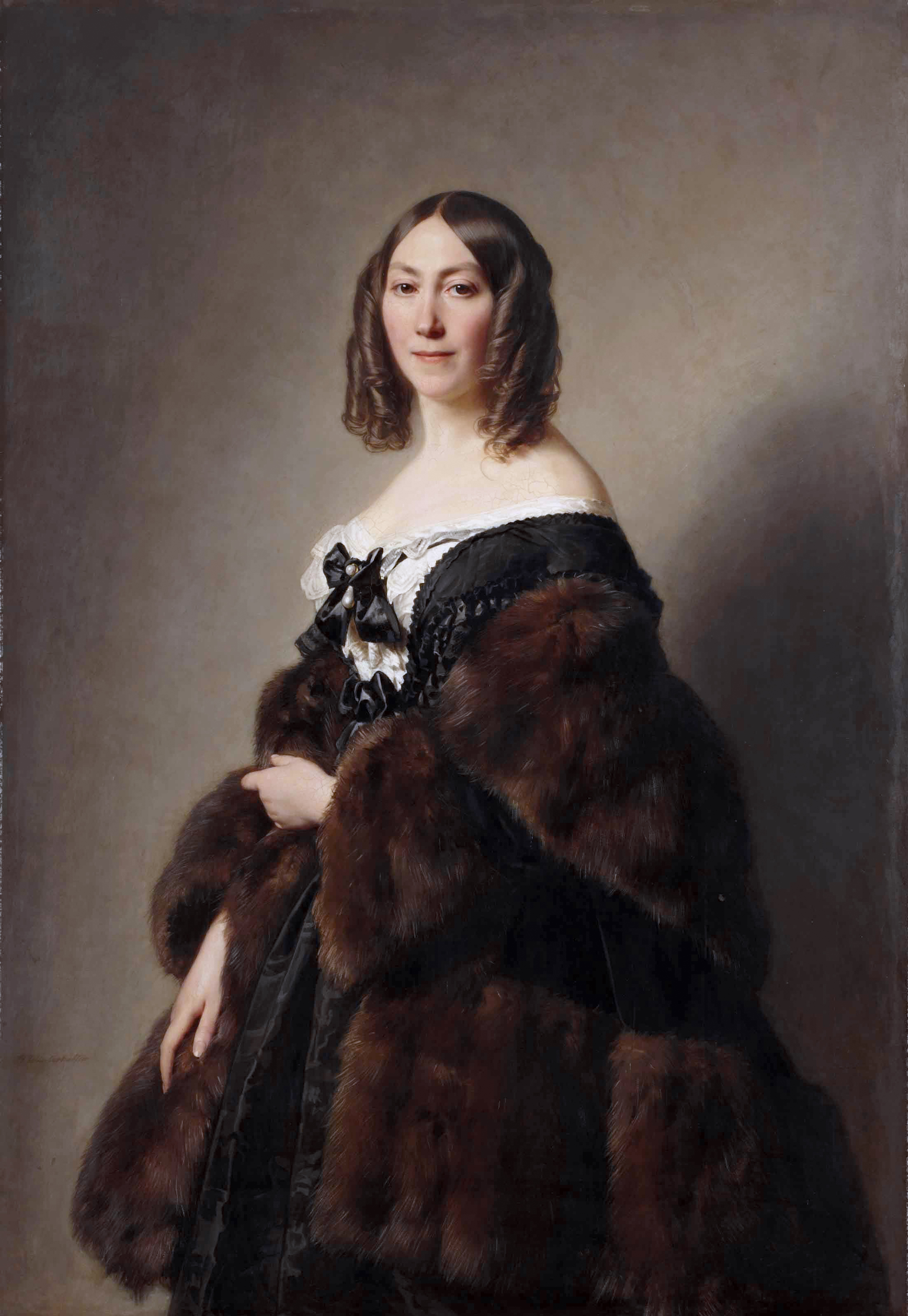
Portrait de Cécile Furtado-Heine
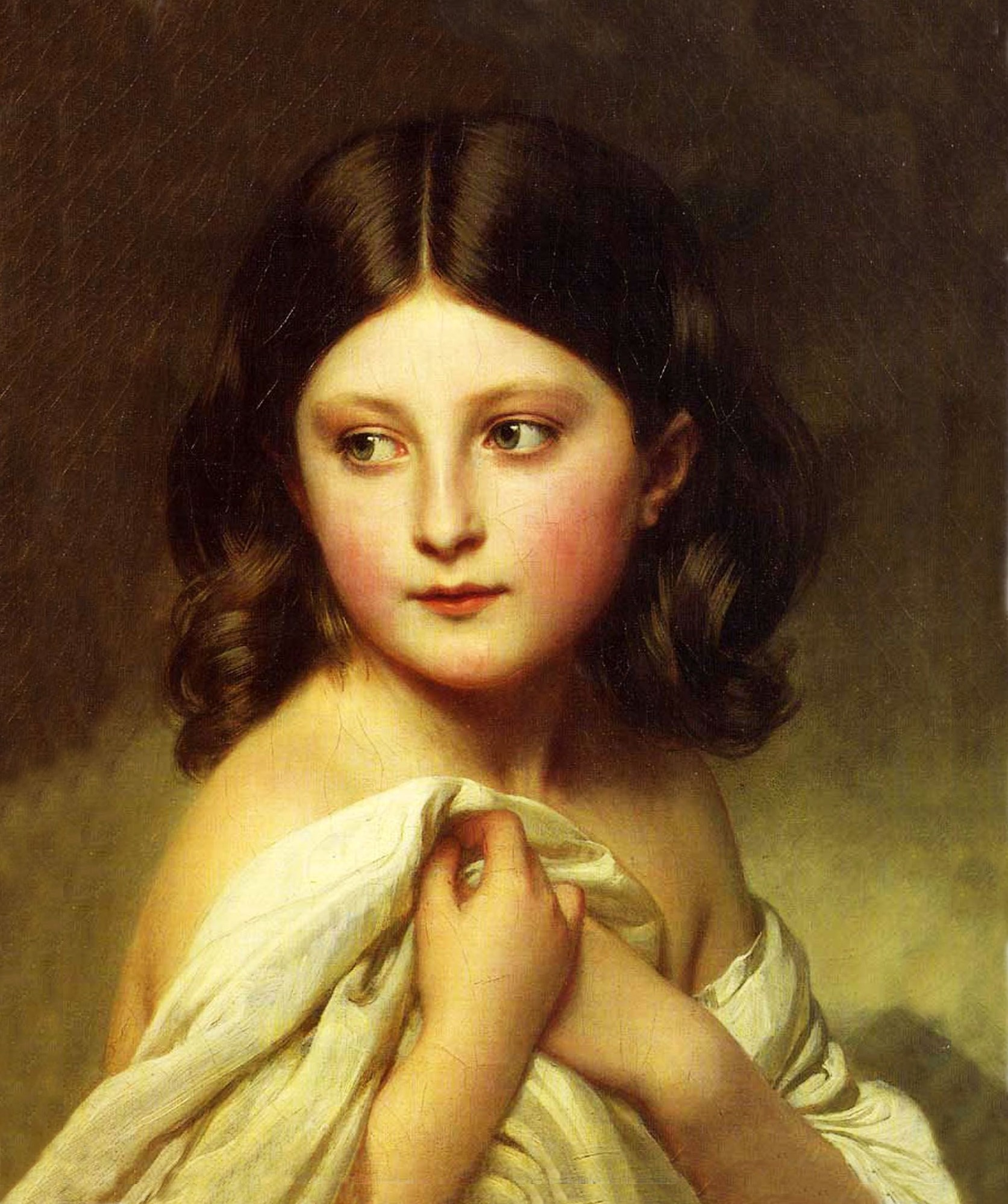
Portrait de la princesse Charlotte de Belgique
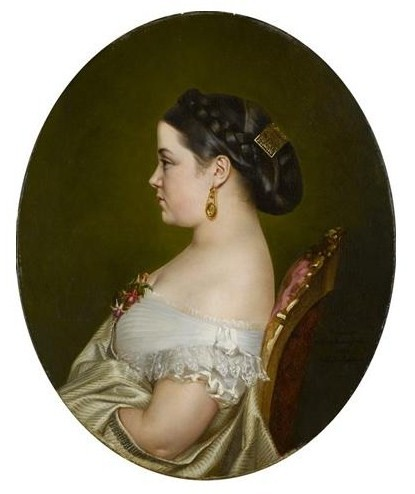
Portrait de la princesse Olga Cantacuzène (en)
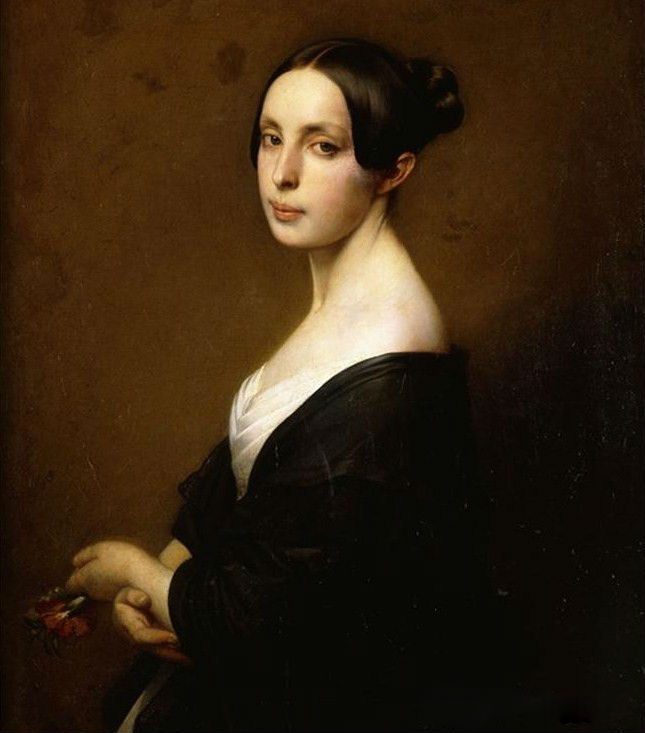
Portrait de Mme Sudienko
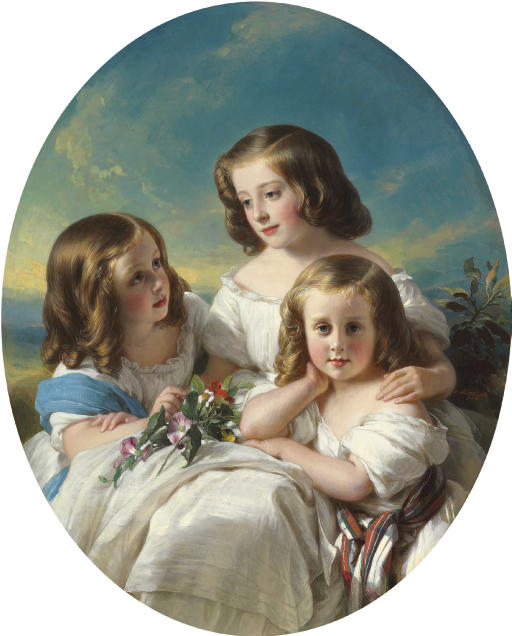
Trois demoiselles de la famille de Châteaubourg, 1850
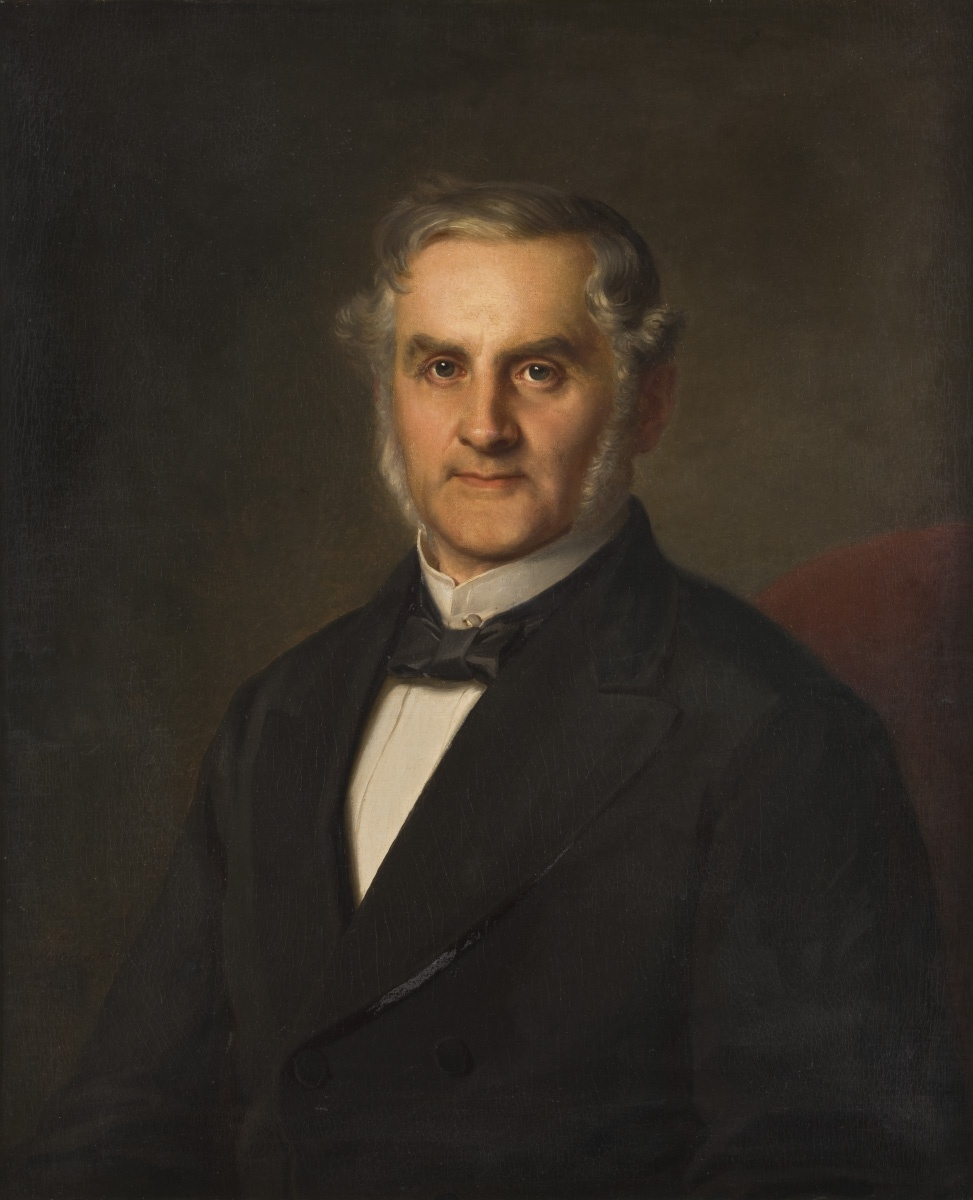
Portrait de Georg Friedrich Metzler